# Jack Elam
Jack Elam, geboren als William Scott Elam (Miami, 13 november 1920 - Ashland, 20 oktober 2003), was een Amerikaanse film- en televisieacteur, die meestal optrad als booswicht of zonderling in westerns en later in zijn carrière in komedies. Zijn meest onderscheidende fysieke kwaliteit was zijn slecht uitgelijnde oog. Voor zijn acteercarrière nam hij verschillende financiële banen aan en diende hij twee jaar bij de Amerikaanse marine tijdens de Tweede Wereldoorlog.
Elam trad op in 73 films en in minstens 41 televisieseries. Enkele van zijn meest memorabele rollen zijn in Once Upon a Time in the West, High Noon, Support Your Local Sheriff! en in de series The Twilight Zone en Gunsmoke.

## Carrière
Elam werd geboren in Miami in Gila County in het zuiden van het centrum van Arizona, als zoon van Millard Elam en Alice Amelia Kirby en groeide op in Arizona onder armoedige verhoudingen. Zijn moeder stierf in september 1924, toen Jack nog maar drie was. In 1930 woonde hij bij zijn vader, zijn oudere zus Mildred en hun stiefmoeder Flossie Varney Elam. Hij groeide op met het plukken van katoen. Hij was een student aan zowel Miami High School in Gila County als Phoenix Union High School in Maricopa County, waar hij eind jaren 1930 afstudeerde en ook naar het Santa Monica Junior College in Californië ging. 
De verwonding aan zijn oog liep hij op 12-jarige leeftijd op door een potlood tijdens een padvinderskamp tijdens een jongensgevecht met een mede-padvinder. Als jongeling ging hij naar Californië en werkte daar als boekhouder. Na de intrede van de Verenigde Staten in de Tweede Wereldoorlog vervulde Elam zijn militaire dienstplicht bij de United States Navy. Na afloop van de oorlog begon hij rollen in films te spelen. Tijdens de jaren 50 speelde hij veel rollen als booswicht en eind jaren 60 meer als zonderling of meer komische rollen. Elam was een van de meest gevraagde western-acteurs en speelde in talrijke klassiekers van dit genre, waaronder High Noon, Vera Cruz, Gunfight at the O.K. Corral en C'era una volta il West. Vanaf midden jaren 70 was hij in toenemende mate te zien in tv-series en filmkomedies.  
Voor zijn acteercarrière werkte Elam als boekhouder bij de Bank of America in Los Angeles en als auditor voor de Standard Oil Company. Na zijn militaire diensttijd werd hij vervolgens een onafhankelijke accountant in Hollywood, waar een van zijn klanten filmmagnaat Samuel Goldwyn was. Een tijd lang was hij ook de manager van het Hotel Bel-Air in Los Angeles. 

### Acteercarrière
Elam maakte zijn filmdebuut in 1949 in She Shoulda Said No!, een uitbuitingsfilm waarin het gewone roken van marihuana van een koormeisje haar carrière ruïneert en vervolgens haar broer tot zelfmoord drijft. Tijdens deze periode verscheen Elam echter het vaakst in westerns en gangsterfilms, meestal in rollen als schurk. 
Op televisie in de jaren 1950 en 1960 had hij meerdere gastrollen in vele populaire westernseries, waaronder Gunsmoke, The Rifleman, Lawman, Bonanza, Cheyenne, Have Gun - Will Travel, Zorro, The Lone Ranger, The Rebel, F Troop , Tales of Wells Fargo, The Texan en Rawhide. In 1961 speelde hij een licht gestoorde buspassagier in de aflevering Will the Real Martian Please Stand Up? van The Twilight Zone. Datzelfde jaar portretteerde hij ook de Mexicaanse historische figuur Juan Cortina in The General Without a Cause, een aflevering van de anthologiereeks Death Valley Days. In 1962 verscheen Elam als Paul Henry in Lawman in de aflevering Clootey Hutter.
In 1963 kreeg Elam een zeldzame kans om de goede kerel, bekeerde revolverheld en plaatsvervangend US Marshal J.D. Smith te spelen in de ABC/Warner Bros.-serie The Dakotas, een western die bedoeld was als de opvolger van Cheyenne. The Dakota's duurde 19 afleveringen. Hij speelde George Taggart, een revolverheld die marshall werd in de NBC/WB-serie Temple Houston, met Jeffrey Hunter in de titelrol. Elam kreeg deze rol nadat James Coburn de rol had afgewezen. Die serie liep 26 weken.
In 1966 speelde Jack Elam samen met Clint Walker in de westernfilm The Night of the Grizzly. In 1968 had Elam een cameo in Sergio Leone's beroemde spaghettiwestern Once Upon a Time in the West. In die film speelde hij een van een drietal revolverhelden die werden gestuurd om het personage van Charles Bronson te vermoorden. Elam bracht een groot deel van de scène door met proberen een vervelende vlieg in zijn geweerloop te vangen. In 1967 verscheen Elam in The Way West met Robert Mitchum, Richard Widmark en Kirk Douglas als de luchtige Preacher Weatherby die deelnam aan een wagenkonvooi op de Oregon Trail. In 1969 kreeg hij zijn eerste komische rol in Support Your Local Sheriff!, die twee jaar later werd gevolgd door Support Your Local Gunfighter, beide tegenover James Garner. Na zijn optredens in die twee films, merkte Elam dat zijn gemene delen minder werden en zijn komische rollen toenamen. Beide films werden ook geregisseerd door Burt Kennedy, die het potentieel van Elam als komiek had gezien en hem in totaal 15 keer had geregisseerd in speelfilms en televisie. Tussen die twee films speelde hij ook een komisch chagrijnige oude meerkoet tegenover John Wayne in Howard Hawks' Rio Lobo (1970). In 1974-1975 werd hij gecast als Zack Wheeler in de kortstondige comedyserie The Texas Wheelers, waarin hij de lang verloren gewaande vader speelde die naar huis terugkeerde om zijn vier kinderen groot te brengen nadat hun moeder overleed. In 1979 werd hij gecast als het Frankenstein-monster in de CBS-sitcom Struck by Lightning, maar de show werd geannuleerd na slechts drie afleveringen (de overige acht werden niet uitgezonden (en blijven dat) in de Verenigde Staten, hoewel alle 11 in het Verenigd Koninkrijk werden uitgezonden in 1980). Hij verscheen toen in de rol van Hick Peterson in een eerste seizoensaflevering van Home Improvement naast Ernest Borgnine (seizoen één, aflevering 20, Birds of a Feather Flock to Tim). 
Elam speelde dokter Nikolas Van Helsing, een excentrieke dokter in de film The Cannonball Run uit 1981. Drie jaar later keerde hij terug in dezelfde rol in het vervolg van de film Cannonball Run II. 
In 1985 speelde Elam Charlie in The Aurora Encounter. Tijdens de productie ontwikkelde Elam wat een levenslange relatie zou worden met een 11-jarige jongen genaamd Mickey Hays, die leed aan progeria. De documentaire I Am Not a Freak toont de hechtheid van Elam en Hays. 
In 1986 speelde Elam ook mee in de kortstondige comedyserie Easy Street als Alvin 'Bully' Stevenson, de ongelukkige oom van Loni Andersons personage L.K. McGuire. In 1988 speelde Elam samen met Willie Nelson in de film Where The Hell's That Gold?
In 1994 werd Elam ingewijd in de Hall of Great Western Performers van het National Cowboy and Western Heritage Museum.
Hij blijft in herinnering door zijn afwijkende uiterlijk: het bewegende schele oog en zijn dichte wenkbrauwen. In 1983 won hij de Golden Boot Award.

## Privéleven en overlijden
Jack Elam was twee keer getrouwd, eerst met Jean Hodgert van 1937 tot haar dood in 1961 en vervolgens met Margaret Jennison van 1961 tot aan zijn eigen dood.
Elam overleed in 2003 op 82-jarige leeftijd aan congestief hartfalen in Ashland (Oregon).

## Filmografie

### Films
- 1950: A Ticket to Tomahawk
- 1950: American Guerrilla in the Philippines
- 1951: Bird of Paradise
- 1951: Rawhide
- 1952: High Noon
- 1952: The Battle at Apache Pass
- 1952: Kansas City Confidential
- 1952: Rancho Notorious
- 1953: Ride, Vaquero!
- 1954: Ride Clear of Diablo
- 1954: Vera Cruz – Regie: Robert Aldrich
- 1954: The Far Country – Regie: Anthony Mann
- 1954: Cattle Queen of Montana
- 1955: Kiss Me Deadly
- 1955: Moonfleet
- 1955: Wichita – Regie: Jacques Tourneur
- 1955: Man without a Star
- 1955: Artists and Models
- 1955: The Man from Laramie
- 1956: Thunder over Arizona
- 1956: Gunfight at the O.K. Corral
- 1957: Night Passage – Regie: James Neilson
- 1957: Dragoon Wells Massacre
- 1961: Pocketful of Miracles

- 1961: The Last Sunset
- 1961: The Comancheros
- 1963: 4 for Texas – Regie: Robert Aldrich
- 1966: The Rare Breed – Regie: Andrew V. McLaglen
- 1967: The Last Challenge – Regie: Richard Thorpe
- 1967: The Way West – Regie: Andrew V. McLaglen
- 1968: Never a Dull Moment
- 1968: C'era una volta il West
- 1968: Firecreek
- 1969: Support Your Local Sheriff!
- 1969: Sartana no perdone
- 1970: Dirty Dingus Magee
- 1970: Support Your Local Gunfighter!
- 1970: Rio Lobo
- 1970: The Cockeyed Cowboys of Calico County
- 1971: Hannie Caulder
- 1971: The Last Rebel
- 1973: Pat Garrett & Billy the Kid
- 1978: Grayeagle – Regie: Charles B. Pierce
- 1979: The Villain
- 1981: The Cannonball Run
- 1983: Sacred Ground
- 1984: The Cannonball Run II
- 1991: Suburman Commando

Voor televisie
- 1988: Where the hell is that gold
- 1988: Once upon a Texas train

### Televisieseries
- The Rifleman – 1e seizoen, aflevering 7: (Duel of Honor 1958)
- Twilight Zone – 2e seizoen, aflevering 28: Will the Real Martian Please Stand Up? (1961)
- Bonanza – 2e seizoen, aflevering 49: (The Spitfire 1961)
- Rawhide – 4e seizoen, aflevering 21: (The Pitchwagon 1962)
- Bonanza – 8e seizoen, aflevering 18: (A Bride For Buford 1967)
- Cimarron Strip – 1e seizoen, aflevering 20: (Big Jessie 1968)
- Bonanza – 12e seizoen, aflevering 13: (Honest John 1970)
- The Virginian – 8e seizoen, aflevering 23: (Rich Man, Poor Man 1970)
- Gunsmoke – 18e seizoen, afleveringen 1 & 2: (The River 1972)
- Alias Smith and Jones – 2e seizoen, aflevering 23: (Bad Night in Big Butte 1972)
- Kung Fu – 2e seizoen, aflevering 5: (The Squawman 1973)
- Home Improvement – 1e seizoen, aflevering 20: (Birds Of A Feather Flock To Taylor 1992), samen met Ernest Borgnine
- Lucky Luke – 1e seizoen, aflevering 3: (Il treno fantasma 1992)

- Biblioteca Nacional de España: XX1491701
- Bibliothèque nationale de France: cb13941020t (data)
- Gemeinsame Normdatei: 1197022783
- International Standard Name Identifier: 0000 0000 5936 7836
- Library of Congress Control Number: no91022697
- Système universitaire de documentation: 081947038
- Virtual International Authority File: 39566610
- WorldCat: E39PBJv8FQB4xCRbDbWmHJPG73